# Pseudohadena armata
Pseudohadena armata là một loài bướm đêm trong họ Noctuidae.